# Lyndon B. Johnson
Lyndon Baines Johnson, cunoscut mai ales ca Lyndon B. Johnson (n. 27 august 1908, Stonewall⁠(d), Comitatul Gillespie, Texas, SUA – d. 22 ianuarie 1973, Stonewall⁠(d), Comitatul Gillespie, Texas, SUA), adesea numit pe inițialele sale, LBJ, a fost cel de-al treizeci și șaptelea vicepreședinte și cel de-al treizeci și șaselea președinte al Statelor Unite ale Americii (1963 - 1969). A preluat președinția după asasinarea președintelui John F. Kennedy. Democrat din Texas, Johnson a servit de asemenea ca membru al Camerei Reprezentanților al Statelor Unite și ca lider majoritar în Senatul Statelor Unite. Johnson este unul dintre cei patru oameni care au fost aleși în toate cele patru poziții în cadrul alegerilor federale.
Născut într-o fermă din Stonewall, Texas, Johnson a fost profesor de liceu și a lucrat ca ajutor în Congres înainte de a câștiga alegerile pentru Camera Reprezentanților în 1937. A câștigat alegerile pentru Senat în 1948 și a fost numit în funcția de lider al partidului în Senat în 1951. A devenit lider al partidului minoritar din Senat în 1953 și lider al majorității în Senat în 1955. A devenit cunoscut pentru personalitatea sa dominantă și pentru „tratamentul Johnson”, constrângerea agresivă a politicienilor puternici pentru trecerea legislației.
Johnson a candidat pentru nominalizarea democraților în alegerile prezidențiale din 1960. Deși nu a obținut nominalizarea, a acceptat invitația senatorului de atunci, John F. Kennedy din Massachusetts, de a fi partenerul său în alegeri. Au câștigat alegerile contra candidaților republicani al lui Richard Nixon și al lui Henry Cabot Lodge Jr. La 22 noiembrie 1963, Kennedy a fost asasinat și Johnson i-a succedat în calitate de președinte. În anul următor, Johnson a câștigat cu o mare diferență alegerile din 1964, învingându-l pe senatorul Barry Goldwater din Arizona. Cu 61,1% din voturile populare, Johnson a câștigat cele mai multe voturi la votul popular decât oricare alt candidat de la alegerile din 1820.
În politica internă, Johnson a proiectat legislația Marii societăți pentru a extinde drepturile civile, radiodifuziunea publică, sistemul medical, Medicaid, ajutorul pentru educație, arte, dezvoltarea urbană și rurală, serviciile publice și „Războiul împotriva sărăciei”. În timpul administrației sale, ajutat parțial și de o economie în creștere, războiul împotriva sărăciei a ajutat milioane de americani să se ridice deasupra nivelului sărăciei. A emis legi privind drepturile civile prin care a fost interzisă discriminarea rasială în instituțiile publice, privind comerțul interstatal, locurile de muncă și locuințele; Legea drepturilor de vot a interzis anumite cerințe folosite în statele sudice pentru a dezavantaja afro-americanii. Odată cu trecerea legii privind imigrația și cetățenia din 1965, sistemul de imigrație a fost reformat, încurajând o mai mare emigrare din alte regiuni decât Europa. Președinția lui Johnson a marcat vârful liberalismului modern după epoca New Deal.
În politica externă, Johnson a intensificat implicarea americană în războiul din Vietnam. În 1964, Congresul a adoptat rezoluția Golfului Tonkin, care i-a acordat lui Johnson puterea de a folosi forța militară în Asia de Sud-Est fără a cere o declarație oficială de război. Numărul personalului militar american din Vietnam a crescut dramatic, de la 16.000 de consilieri în roluri non-combatante în 1963 la 525.000 în 1967, mulți în roluri de luptă. Pierderile americane au crescut și procesul de pace a stagnat. Frământările în creștere în legătură cu războiul a stimulat o mare și furioasă opoziție împotriva războiului bazată în principal pe studenții din campusurile universitare aflați la vârsta recrutării.
Johnson s-a confruntat cu mai mult probleme atunci când au început revoltele din timpul verii 1965 în marile orașe, iar rata criminalității a crescut, deoarece oponenții săi punând întrebări despre politicile „legii și ordinii”. Deși Johnson și-a început președinția având o mare popularitate, sprijinul pentru el a scăzut, publicul devenind frustrat atât din cauza războiului, cât și a violenței în creștere din țară. În 1968, Partidul Democrat împărțit existând elemente anti-război care l-au denunțat pe Johnson; el a încheiat competiția de a obține nominalizarea partidului după dezamăgitorul rezultat din alegerile primare din New Hampshire. Nixon a fost ales să-i succeadă. După ce și-a încheiat mandatul în ianuarie 1969, Johnson s-a întors la ferma din Texas, unde a murit de un atac de cord la vârsta de 64 de ani, la 22 ianuarie 1973.

## Viața timpurie

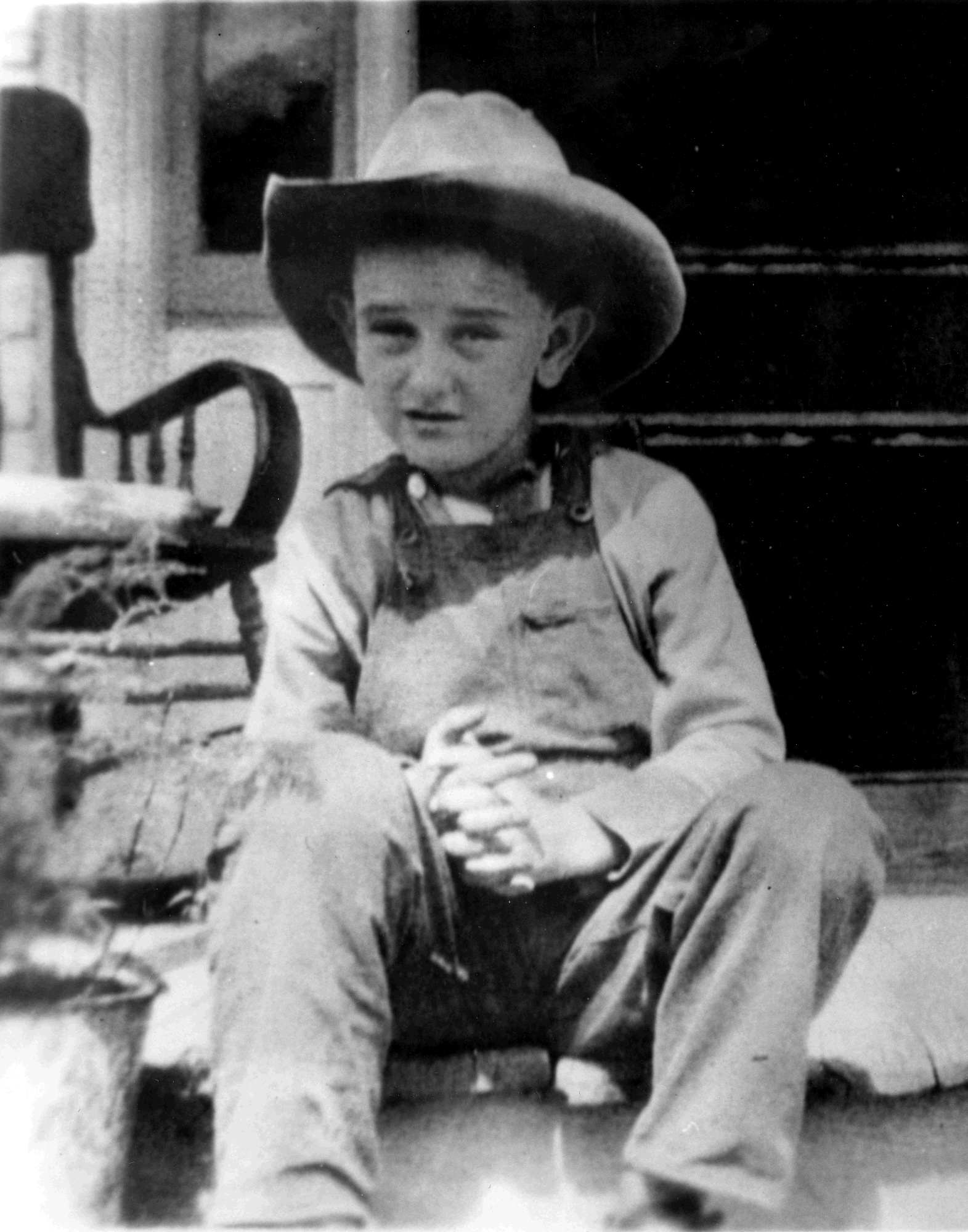
Johnson la vârsta de 7 ani cu pălăria de cowboy

Lyndon Baines Johnson s-a născut la 27 august 1908, în apropiere de Stonewall, Texas, într-o mică fermă de pe malul râului Pedernales. El a fost cel mai mare dintre cei cinci copii născuți de Samuel Ealy Johnson Jr. și Rebekah Baines. Johnson a avut un frate, Sam Houston Johnson, și trei surori; Rebekah, Josefa și Lucia. Orășelul din apropiere, Johnson City, Texas, a fost numit după vărul lui LBJ, James Polk Johnson, ai cărui precursori s-au mutat la vest de Georgia. Johnson avea strămoși englezi, germani și scoțieni din Ulster. Din partea mamei era descendent al preotului baptist George Washington Baines, care păstorea opt biserici din Texas, precum și câteva din Arkansas și Louisiana. Baines, bunicul mamei lui Johnson, a fost, de asemenea, președintele Universității Baylor în timpul războiului civil american.
Bunicul lui Johnson, Samuel Ealy Johnson Sr., a fost crescut în cultul baptist și pentru un timp a fost membru al Bisericii creștine (Discipolii lui Hristos). Spre finalul vieții, bunicul său a devenit christadelphian; Tatăl lui Johnson s-a alăturat, și el, Bisericii Christadelphiene spre sfârșitul vieții sale. Mai târziu, în calitate de politician, Johnson a fost influențat în atitudinea sa pozitivă față de evrei prin convingerile religioase pe care familia lui, în special bunicul său, le-a împărtășit. Versetul favorit al său era din versiunea regelui Iacob, Iacov 1:18: "Alăturați-vă și să ne înțelegem cu toții ..."

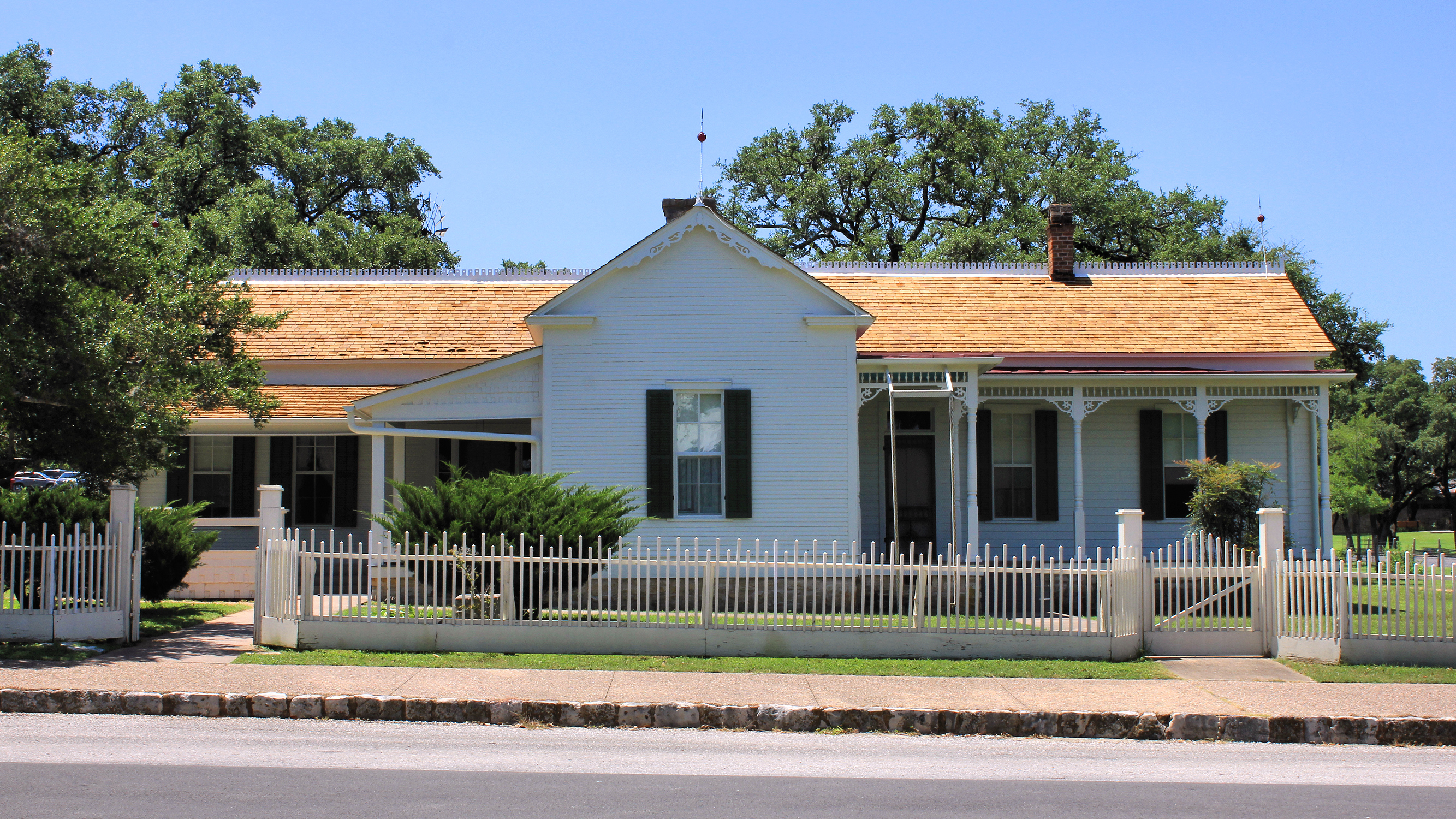
Casa copilăriei lui Johnson din Johnson City, Texas

La școală, Johnson era un tânăr ciudat, vorbăreț, fiind ales președinte pe când era în clasa a XI-a. A absolvit în 1924 liceul din Johnson City, unde a participat la dezbateri publice și baseball. La vârsta de 15 ani, Johnson era cel mai tânăr membru al clasei sale. Presat de părinții săi să meargă la colegiu, s-a înscris la un „subcolegiu” al Colegiului Profesoral de Stat din Southwest Texas (SWTSTC), în vara anului 1924, unde studenții de la licee neacreditate puteau să urmeze cursurile clasei a XII-a necesare admiterii la facultate. A părăsit școala la doar câteva săptămâni după sosire și a decis să se mute în sudul Californiei. A lucrat la cabinetul de avocatură al vărului său și în diverse slujbe ciudate înainte de a se întoarce în Texas, unde avea o slujbă de zi.
În 1926, Johnson a reușit să se înscrie la SWTSTC (acum Texas State University). A participat la dezbateri, la politica din campus și a editat ziarul școlii, The Star College. Anii de colegiu i-au perfecționat abilitățile de persuasiune și organizare politică. Timp de nouă luni, între 1928 și 1929, Johnson și-a întrerupt studiile pentru a preda copiilor mexicano-americani la școala segregată Welhausen din Cotulla, la 140 de kilometri sud de San Antonio, în comitatul La Salle. Locul de muncă l-a ajutat să economisească bani pentru a-și finaliza studiile și a absolvit în 1930. A predat pentru scurt timp la Liceul Pearsall, înainte de a prelua un post de profesor de vorbit în public în cadrul liceului Sam Houston din Houston.

## Intrarea în politică
După ce Richard M. Kleberg a câștigat alegerile speciale din 1931 pentru a reprezenta Texasul în Camera Reprezentanților, el l-a numit pe Johnson drept secretar legislativ. Johnson a obținut poziția la recomandarea tatălui său și a senatorului Welly Hopkins, pentru care Johnson a făcut campanie în 1930. Kleberg nu era prea interesat să-și îndeplinească atribuțiile zilnice ale unui congresman, astfel că le-a delegat lui Johnson. După ce Franklin D. Roosevelt a câștigat alegerile prezidențiale din 1932, Johnson a devenit un susținător ferm al politicii New Deal al lui Roosevelt. Johnson a fost ales președinte al „Congresului Mic”, un grup de consilieri ai Congresului, care pregătea congresmeni, ziariști și reprezentanți ai grupurilor de interese. Prietenii lui Johnson au inclus curând ajutoare în preajma președintelui Roosevelt, precum colegii din Texas, cum erau vicepreședintele John Nance Garner și congresmanul Sam Rayburn.
Johnson s-a căsătorit cu Claudia Alta Taylor, cunoscută și sub numele de Lady Bird din Karnack, Texas, la 17 noiembrie 1934, după ce a frecventat cursurile Georgetown Law câteva luni. Nunta a fost oficiată de reverendul Arthur R. McKinstry la Biserica Episcopală Sf. Marcu din San Antonio. Au avut două fiice, Lynda Bird, născută în 1944, și Luci Baines, născut în 1947. Johnson și-a dat numele copiilor cu inițialele LBJ; câinele său era Little Beagle Johnson. Casa lui era ferma LBJ; inițialele lui erau pe manșetele, scrumierele și hainele lui.
În 1935, a fost numit șef al Administrației Naționale a Tineretului din Texas, care i-a permis să folosească guvernul pentru a crea oportunități de educație și locuri de muncă pentru tineri. A demisionat doi ani mai târziu pentru a candida pentru Congres. Johnson, cunoscut ca fiind dur în întreaga carieră, cerea adesea zile lungi de lucru și muncă la sfârșit de săptămână. A fost descris de prieteni, colegi politicieni și istorici ca fiind motivat de o dorință excepțională pentru putere și control. După cum remarca biograful lui Johnson, Robert Caro, „ambiția lui Johnson a fost neobișnuită - în măsura în care era neîngrădită chiar și de cea mai mică greutate excesivă a ideologiei, a filozofiei, a principiilor, a credințelor”.